# Cosmic (album Thomasa Andersa)
Cosmic – siedemnasty solowy album niemieckiego piosenkarza Thomasa Andersa, wydany 26 marca 2021 roku.

## Lista utworów
| Nr  | Tytuł utworu                          | Długość |
| --- | ------------------------------------- | ------- |
| 1.  | „Cosmic Rider”                        | 3:53    |
| 2.  | „Undercover Lover”                    | 3:41    |
| 3.  | „Ready For Romance”                   | 3:49    |
| 4.  | „Je Ne Sais Pas”                      | 3:21    |
| 5.  | „Moonlight In Your Eyes”              | 3:38    |
| 6.  | „Today, Tonight, Together”            | 3:42    |
| 7.  | „More Than A Million”                 | 3:41    |
| 8.  | „Don't Let Me Down”                   | 3:44    |
| 9.  | „Heaven No. 9”                        | 3:39    |
| 10. | „Another Night, Another Heartache”    | 3:29    |
| 11. | „Angel Blue Eyes”                     | 3:27    |
| 12. | „Modern Talking (Connect The Nation)” | 3:32    |
|     |                                       | 43:36   |

Na podstawie Discogs.